# Salvia azurea
Salvia azurea — многолетнее травянистое растение рода Шалфеев, произрастающее в центральной и восточной частях Северной Америки.

## Описание

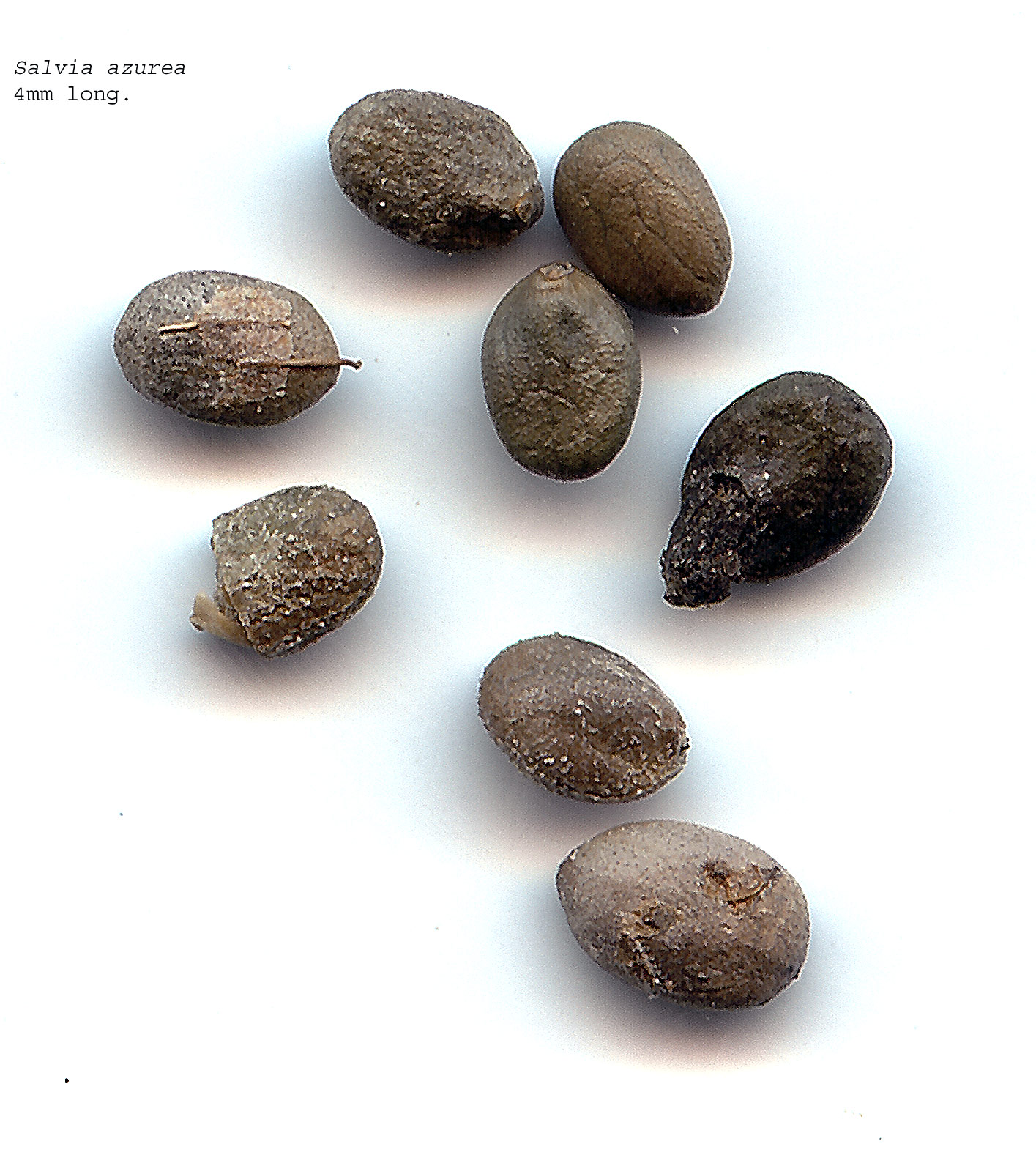
Семена

Растение с тонким, вертикальным стеблем, может вырасти до 1,8 м в высоту. Листья узкие, остроконечные, могут быть так гладкими, так и зазубренными, мохнатые, соединяются со стеблями черешками длиной от 1 см. Прикорневых листьев нет.
Цветки голубые (редко белые), длинной от 6,4 до 12,7 мм, появляются с лета до осени у концов разветвлённых или неразветвлённых колосьев; их чашечки трубчатые или колокольчиковидные и пушистые. Известны два сорта: Salvia azurea var. azurea и Salvia azurea var. grandiflora.
Стебли дикого растения имеют тенденцию быть длинными и неразветвлёнными, что заставляет их прогибаться под весом цветов. При искусственном выращивании стебли иногда обрезаются в начале вегетационного периода, чтобы стимулировать ветвление и замедлить вертикальный рост растения, что предотвращает полегание .

## Среда обитания
Salvia azurea встречается от востока Юты до Коннектикута и от южной Миннесоты до Флориды. Salvia azurea var. azurea, как правило, встречается в восточной и юго-восточной части этого ареала, в то время как Salvia azurea var. grandiflora встречается на западе и на северо-западе. В некоторых штатах в пределах своего родного ареала она стала особо редкой, как, например, в Иллинойсе, где она занесена в список видов, находящихся под угрозой исчезновения.
Во всём своём ареале Salvia azurea растёт в дикой природе на обочинах дорог, полянах, прериях, саваннах, полях и пастбищах. Растение предпочитает сухие, солнечные пространства и растёт в различных почвах, в том числе в глине, гравии и суглинке. Во влажных условиях всё ещё будет расти, но будет иметь тенденцию к полеганию.

## Сорта
- Salvia azurea var. azurea
- Salvia azurea var. grandiflora